# Szombathely
Szombathely [ˈsombɒthɛj] (Duits: Steinamanger; Kroatisch: Sambotel; Latijn: Sabaria/Savaria) is een stad in West-Hongarije met 78.324 inwoners (2021). De stad is het bestuurscentrum van het comitaat Vas.

## Geschiedenis
Szombathely behoort tot de Hongaarse steden met een Romeins verleden: destijds heette het Colonia Claudia Savaria en later Sabaria. De stad is ook de oudste stad van Hongarije en is in het jaar 43 door de Romeinen gesticht onder de bovenvermelde naam Savaria. De Heilige Sint-Maarten van Tours is hier in Savaria in 316 geboren. In Amiens was hij een Romeins officier en zou hij voor een dakloze, tijdens de winter aan de stadspoort, zijn mantel in tweeën hebben gescheurd om de arme stakker voor de kou te behoeden.

## Stadsbeeld

### Fő tér
In het centrum ligt het Fő tér (Hoofdplein), het grote plein waaraan verschillende huizen een flinke opknapbeurt hebben gekregen in frisse kleuren. Hier bevinden zich ook winkels en cafés. Waar dit plein en het Savaria tér elkaar kruisen, staat op nr. 29 een fraai huis in classicistische stijl, dat nu een restaurant herbergt. Het plein is een voetgangersgebied geworden. Van het Fő tér naar een ander interessant plein, Berzsenyi Dániel tér, loopt het voetgangersstraatje de Belsikátor.

### Berzsenyi Dániel tér en Templom tér
Dit is het plein met de meeste historische gebouwen. Het plein is genoemd naar de 19e-eeuwse klassieke dichter, wiens beeld midden op het plein staat. Met de meeste bouwwerken aan dit plein is de naam van de Tiroler bouwmeester Melchior Hefele verbonden. Zo ontwierp hij het twee verdiepingen tellende bisschoppelijk paleis op nr. 3, een van de mooiste bouwwerken in de Hongaarse laat-barok en tegen het eind van de 18e eeuw tot stand gekomen. Daarnaast, ook twee verdiepingen hoog, ligt het gebouw waar de Komitaatsraad (een soort provinciaal bestuur) zetelt.
Vlakbij, aan de Templom tér, staat de Dom. De kerk werd tijdens de oorlog zwaar beschadigd, maar is weer opgebouwd. Het grote gebouw biedt plaats aan 5000 mensen. De gevel vertoont zowel classicistische kenmerken - grote Dorische zuilen in het onderste deel en sierlijke ionische in het bovenste deel - als barokelementen, het geweldige tongewelf en de koepels boven de viering. Naast de Dom, aan de Szily János utca 1, staat een classicistisch gebouw, vroeger een seminarie, nu een bibliotheek.

## Oude opgravingen
Naast en achter de Dom ligt het openluchtmuseum van de stad. Hier, in het István-Járdányi-Paulovics-ruïnepark, genoemd naar de archeoloog die in 1938 met de opgravingen begon, kan men zich verdiepen in het Romeinse verleden van de stad. Er werden fundamenten blootgelegd van de basilica van de Heilige Quirinus, die in deze stad werd gedood. In dit complex werden ook de resten van twee mozaïekvloeren ontdekt, waarvan één met christelijke symbolen uit het begin van de 4e eeuw. Ook blootgelegd zijn de resten van een Romeins stratensysteem, met onder andere een heirbaan. Een tweede vondst uit de Romeinse periode is te zien aan de Rákóczi Ferenc utca. In 1960 werden resten gevonden van een antiek heiligdom, gewijd aan de Egyptische godin Isis. Deze cultus hadden de Romeinen overgenomen. Historisch is het een belangrijke vondst, om te bezichtigen echter nauwelijks de moeite waard. Er zijn enkele resten van zuilen te zien en één zuil is gereconstrueerd. Ook een deel van de tempel is gereconstrueerd. Jaarlijks vinden hier in het zomerseizoen openluchtuitvoeringen van opera's en concerten plaats. Het complex bevindt zich midden tussen moderne bouwwerken. Vlak bij het openluchtmuseum is de stadsgevangenis.

## Andere bezienswaardigheden
Vanaf het Domplein (Templon tér) over de Szily János utca, ziet men vele herenhuizen in laat-barok of in classicistische stijl. Ook in tegenovergestelde richting, van het Domplein langs het bisschoppelijk paleis en door de Hollán Ernö utca kan men alles bezichtigen.
Het Savaria-museum, aan de Kisfaludy Sándor utca 9, bezit waardevolle Romeinse vondsten. Op het Savaria-plein is een sierfontein (bron) en ertegenover staat de St.-Elisabethkerk met een mooi portaal in laat-renaissance. Het gebouw aan de oostzijde van de kerk is het vroegere franciscanenklooster, nu een tehuis voor blinden.

## Verbindingen
Szombathely is gelegen aan het spoor richting Oostenrijk en heeft een rechtstreekse verbinding met Boedapest. Per weg is de stad bereikbaar via de M86 (Hongarije).

## Sport
Szombathelyi Haladás is de professionele voetbalclub van Szombathely. De club speelt doorgaans op het hoogste Hongaarse niveau.

## Geboren in Szombathely
- Martinus van Tours (316/317–397), heilige (r.k. Kerk)
- László Weiner (1916-1944), componist
- Stefan Szende (1901–1985), politicoloog, journalist en politicus
- Gallai Rezső (1904-2014), oudste man van Europa
- Árpád Fazekas (1930–2018), voetballer
- Csilla Bátorfi (1969), tafeltennisster
- Gábor Király (1976), voetballer
- György Garics (1984), Oostenrijks voetballer
- Dániel Gyurta (1989), zwemmer
- Richárd Rapport (1996), schaker
- András Schäfer (1999), voetballer